# Leucettusa vera
Leucettusa vera är en svampdjursart som beskrevs av Poléjaeff 1883. Leucettusa vera ingår i släktet Leucettusa och familjen Leucaltidae. Inga underarter finns listade i Catalogue of Life.